# Megaselia robusta
Megaselia robusta är en tvåvingeart som beskrevs av Schmitz 1928. Megaselia robusta ingår i släktet Megaselia och familjen puckelflugor.
Artens utbredningsområde är Alaska. Arten är reproducerande i Sverige. Inga underarter finns listade i Catalogue of Life.